# Ligne Ban'etsu Est
La ligne Ban'etsu Est (磐越東線, Ban'etsu-tō-sen) est une ligne ferroviaire exploitée par la East Japan Railway Company (JR East), dans la préfecture de Fukushima au Japon. Elle relie la gare d'Iwaki à Iwaki à la gare de Kōriyama à Kōriyama.

## Histoire
La ligne a été ouverte par étapes entre 1914 et 1917.

## Caractéristiques

### Ligne
- Longueur : 85,6 km
- Ecartement : 1 067 mm

### Services et interconnexion
La ligne est parcourue par des trains omnibus.

### Tracé
|  |

### Liste des gares

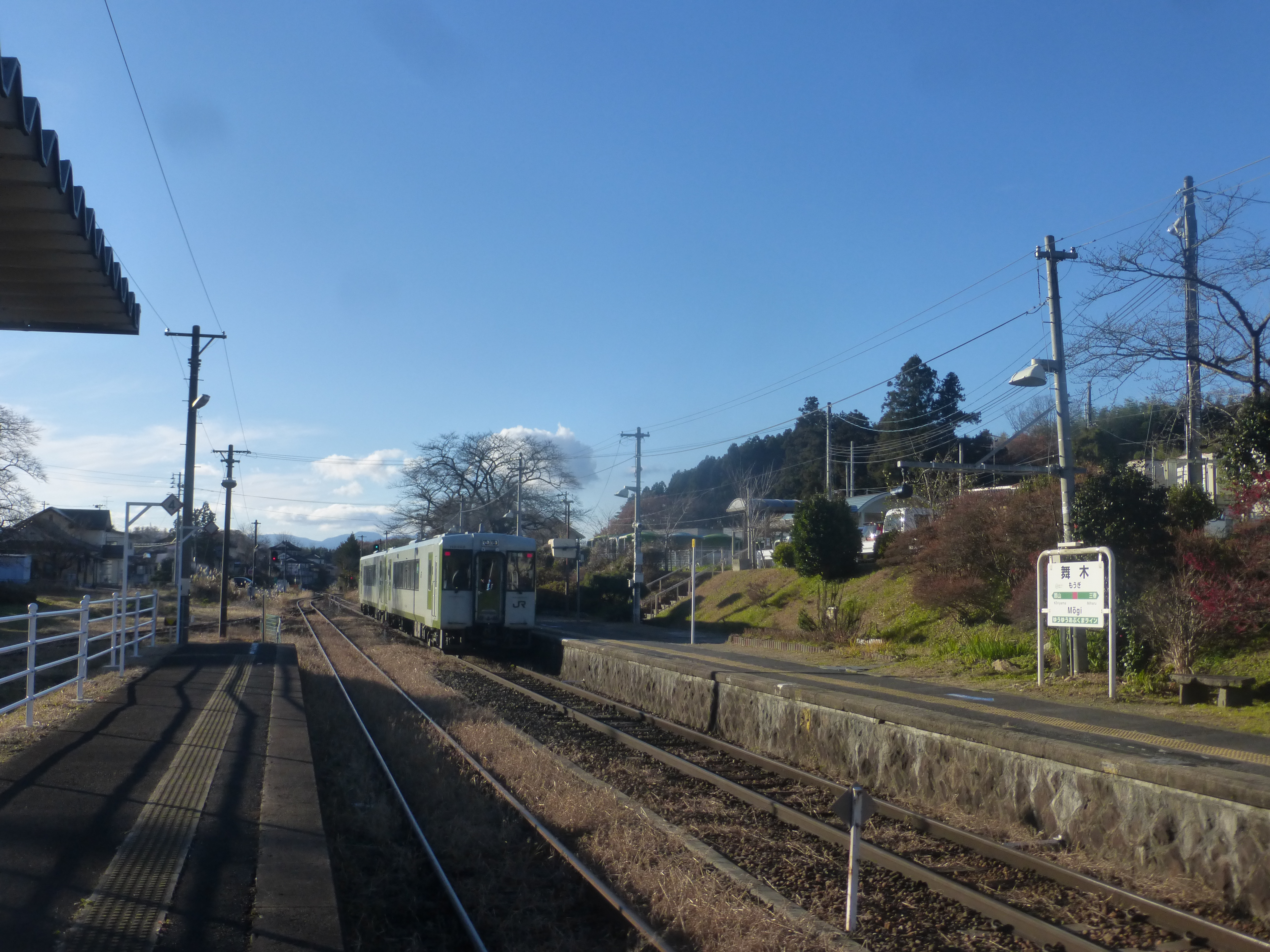
La ligne à Mōgi.

| Gare         | Nom japonais | Distance depuis Iwaki (km) | Correspondances                                             | Localisation |
| ------------ | ------------ | -------------------------- | ----------------------------------------------------------- | ------------ |
| Iwaki        | いわき       | 0                          | JR East : Jōban                                             | Iwaki        |
| Akai         | 赤井         | 4,8                        |                                                             | Iwaki        |
| Ogawagō      | 小川郷       | 10,3                       |                                                             | Iwaki        |
| Eda (ja)     | 江田         | 18,3                       |                                                             | Iwaki        |
| Kawamae      | 川前         | 26,3                       |                                                             | Iwaki        |
| Natsui       | 夏井         | 36,7                       |                                                             | Ono          |
| Ononiimachi  | 小野新町     | 40,1                       |                                                             | Ono          |
| Kanmata      | 神俣         | 46,6                       |                                                             | Tamura       |
| Sugaya       | 菅谷         | 49,9                       |                                                             | Tamura       |
| Ōgoe         | 大越         | 54,3                       |                                                             | Tamura       |
| Iwaki-Tokiwa | 磐城常葉     | 58,7                       |                                                             | Tamura       |
| Funehiki     | 船引         | 62,5                       |                                                             | Tamura       |
| Kanameta     | 要田         | 69,5                       |                                                             | Tamura       |
| Miharu       | 三春         | 73,7                       |                                                             | Miharu       |
| Mōgi         | 舞木         | 79,8                       |                                                             | Kōriyama     |
| Kōriyama     | 郡山         | 85,6                       | JR East : Tōhoku Shinkansen, Ban'etsu Ouest, Suigun, Tōhoku | Kōriyama     |